# A fari spenti
A fari spenti è un singolo della cantante italiana Elodie, pubblicato il 22 settembre 2023 come unico estratto dal mixtape Red Light.

## Descrizione
Il brano è stato scritto da Elisa assieme a Zef e Marz, produttori del brano. Si tratta della quarta collaborazione nella scrittura tra Elodie ed Elisa dopo Vertigine, Bagno a mezzanotte e Proiettili (ti mangio il cuore), inseriti nell'album OK. Respira.

## Accoglienza
Alessandro Alicandri di TV Sorrisi e Canzoni descrive le sonorità assimilabili ad «una tecno minimale irresistibile», definendolo una scelta «impervia e affascinante» per un'artista donna italiana. Soffermandosi sul testo, Alicandri scrive che si propone «con diverse immagini» narrate «con un senso non narrativo ma onirico».
Claudio Cabona  di Rockol scrive che il brano sancisce la scelta di Elodie di «proseguire la sperimentazione nel mondo del dance pop», poiché la sonorità adottata risulta essere «il vero valore aggiunto», definita «un’elettronica da club berlinese, sinuosa, avvolgente con un cuore pulsante». Il giornalista ritiene che sebbene le parole del testo «non spiccano per originalità», esse «si incastrano» perfettamente nella produzione, descrivendo «l'evanescenza di momenti che hanno composto un rapporto, è un flusso di pensieri e immagini».
Fabio Fiume di All Music Italia, assegna al brano un punteggio di 6 su 10, ritenendo sia il brano in cui la presenza di Elisa nella stesura del testo e nella produzione sia maggiormente accentuata e che «lo immagineresti tranquillamente interpretato dall'autrice». Fiume afferma che si tratti di una canzone «interessante» per il percorso artistico di Elodie, in quanto «fortemente contemporanea» e «alla ricerca di esprimersi in maniera differente, di alzare l’asticella», che tuttavia non resta impresso poiché si presenta come «un discorso musicale di testa mentre viene a mancare la pancia; […] che le canzoni di Elodie hanno sempre portato in seno».

## Video musicale e controversie
Il video, diretto dai Morelli Brothers, è stato reso disponibile in concomitanza della pubblicazione del singolo attraverso il canale YouTube della cantante. 
L'ispirazione per il video è stata il film tedesco Lola corre di Tom Tykwer. Nel film, l'attrice Franka Potente corre per Berlino. Elodie corre per Milano con gli stessi abiti. Le angolazioni delle telecamere sono identiche.
Il video ha destato scalpore nella stampa italiana e sui social network in quanto Elodie appare nuda in alcune riprese. Numerosi utenti dei social network hanno criticato la scelta della cantante, descrivendo la scelta come un'oggettificazione sessuale del corpo femminile a scopo promozionale. In risposta alle critiche Elodie ha pubblicato, attraverso le storie di Instagram, fotografie di copertine e video musicali in cui cantanti uomini venivano ritratti nudi, tra cui Biagio Antonacci per Vanity Fair, Tupac Shakur in uno scatto di David LaChapelle e Robbie Williams fotografato per la copertina dell'album Under the Radar Vol. 1.
Mario Manca di Vanity Fair ha descritto positivamente l'immagine della cantante, associandola alla Venere di Botticelli, definendola «magnetica, eterea e bellissima». Fanpage.it ha invece associato la scelta della posa al video della cantautrice statunitense Alanis Morissette per il singolo Thank U, affermando che «è consuetudine che siano le artiste a essere giudicate per l'uso del proprio corpo, soprattutto quando decidono di mostrarlo nudo, mentre quando sono gli uomini a mostrarsi […] completamente nudi non c'è alcuna discussione su come questo possa incidere o meno sulla carriera».
Scrivendo sulle controversie sulle scelte adottate nel video, Filippo Ferrari su Rolling Stone Italia riporta che vi sia un problema di culturale in Italia, poiché «siamo un popolo di gente che non ha mai visto niente» riguardo al «ruolo del corpo nel mondo della musica e dell’arte». Ferrari sottolinea che se dopo artiste contemporanee come Madonna, Rihanna, Beyoncé e Nicki Minaj «siamo ancora qui a fare i bacchettoni sulle popstar che decidono di spogliarsi, vuol dire davvero che non c’è speranza» poiché «da noi le artiste sono considerate credibili solo se accollate, magari con una bella chitarrina in mano. Gli uomini invece vanno bene anche nudi, sia nati fuori che dentro lo stivale», e che Elodie «sta facendo semplicemente la popstar, sia nell’immagine che nella musica».

## Promozione
Un'anteprima del brano è udibile in uno spot di Sky Wifi, trasmesso in televisione a partire dal 21 luglio 2023.

## Tracce
Testi e musiche di Elodie, Stefano Tognini, Alessandro Pulga, Elisa Toffoli.
1. A fari spenti – 3:18

## Classifiche
| Classifica (2023) | Posizione massima |
| ----------------- | ----------------- |
| Italia            | 21                |